# Getaria
Getaria (baskisch, spanisch Guetaria) ist eine Hafenstadt in der Provinz Gipuzkoa (spanisch Guipúzcoa) in der spanischen Autonomen Region Baskenland. Sie liegt etwa 20 km westlich von San Sebastián am Golf von Biskaya.

## Geschichte
Die erste Erwähnung findet die Gegend um Getaria durch Karten der Griechen und Römer. Getaria wurde 1209 durch König Alfonso VIII. von Kastilien gegründet. 1397 wurde die Bruderschaft von Gipuzkoa in der Kirche San Salvador in Getaria gegründet.
Bemerkenswert sind die Pfarrkirche aus dem 12. Jahrhundert und ein Monument im Gedenken an die Vollendung der ersten Weltumseglung durch Juan Sebastián de Elcano. Im Sockel des Denkmals sind die Namen der beteiligten Seeleute eingraviert. Auch ein „Hans aus Aachen“ wird genannt.

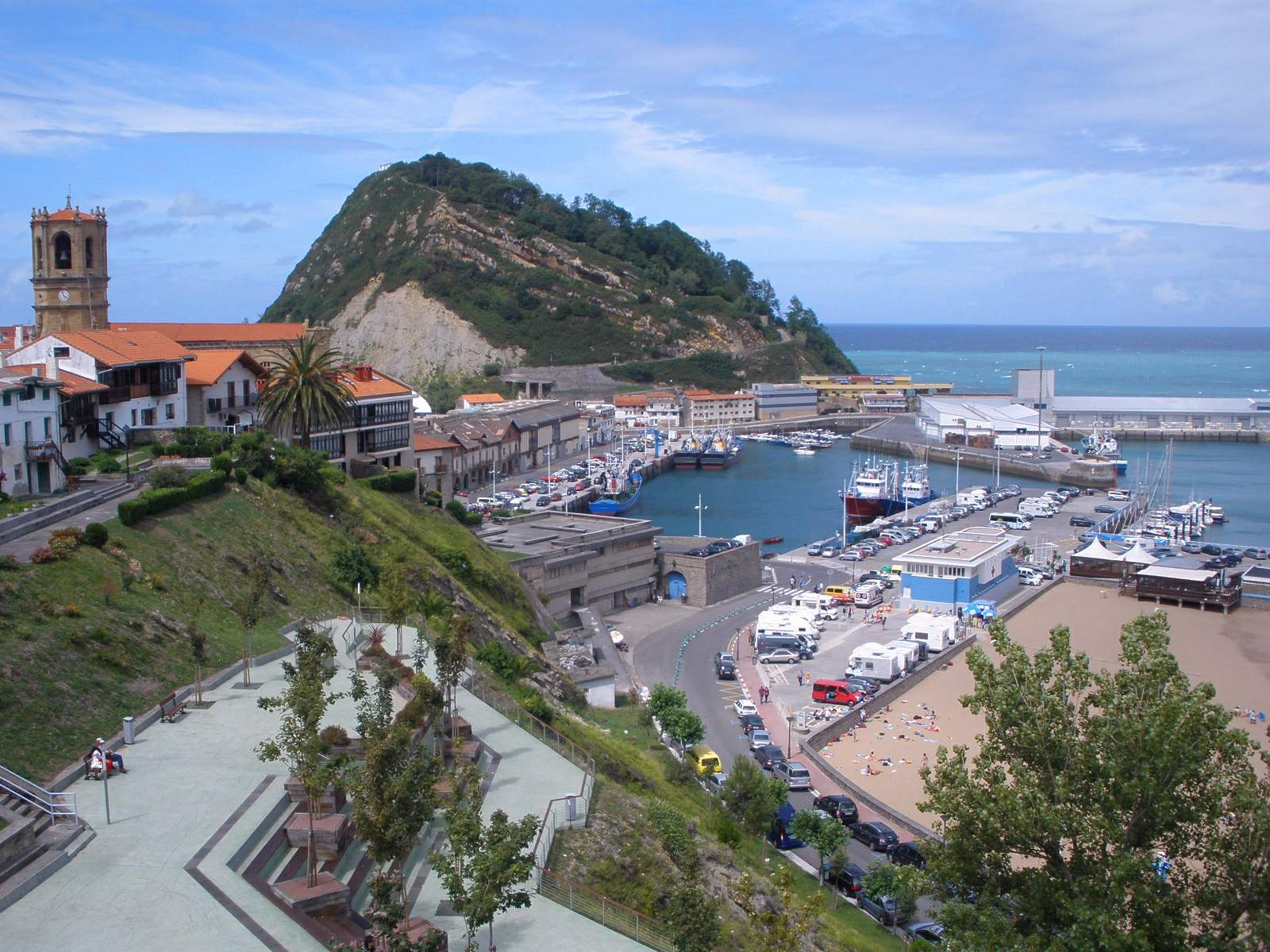
Getaria

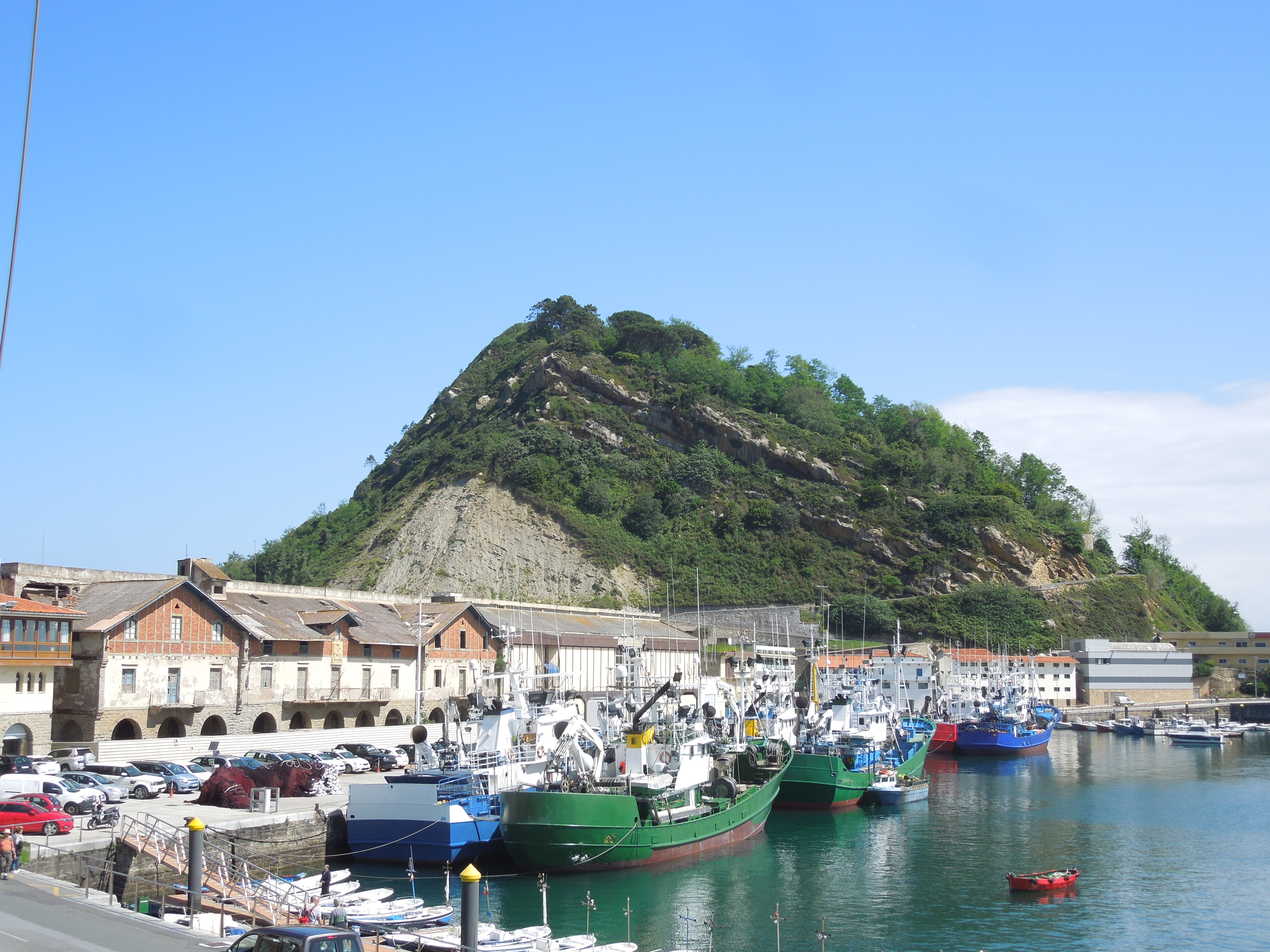
Hafen und Mont San Anton

Der Hafen wird durch eine auffällige Halbinsel, die in den hohen Felsen Mont San Anton (eine ehemalige Insel) ausläuft, geschützt. Von diesem Hafen brachen die Basken schon im 14. Jahrhundert zum Fisch- und Walfang nach Neufundland, Grönland und Island auf. 1638 fand vor Getaria eine Seeschlacht zwischen der spanischen und der französischen Marine statt.

## Wirtschaft
Fischfang und Weinbau sind neben Tourismus die Haupterwerbszweige des Orts. In und um Getaria produzieren 17 Weingüter auf ca. 170 ha ca. 10.000 hl Txakoli, einen charakteristischen Wein der baskischen Küste.

## Persönlichkeiten
- Um 1486/1487 wurde Juan Sebastián Elcano in Getaria geboren. Er vollendete im September 1522 die von Ferdinand Magellan begonnene Weltumsegelung. Eine 1801 in Getaria errichtete Statue Elcanos wurde 1935 durch Bombardement zerstört, 1961 auf Provinzialkosten aber wieder errichtet.
- 1895 wurde in Getaria der Modedesigner Cristóbal Balenciaga geboren. Ein Museum zu seinem Ruhm wurde in Getaria am 7. Juni 2011 von der spanischen Königin eröffnet.[2]
- Getaria ist auch Geburtsort der Zarzuelasängerin Pepita Embil (1918–1994), der Mutter von Plácido Domingo.